# 김충환 (1954년생 정치인)
김충환(金忠環, 1954년 3월 9일~)은 대한민국의 정치인이다. 제17·18대 국회의원을 지냈다.

## 학력
- 동양국민학교 졸업
- 휘문중학교 졸업
- 경복고등학교 졸업
- 서울대학교 정치학과 학사
- 서울대학교 행정대학원 행정학 석사
- 서울시립대학교 대학원 도시행정학과 행정학 박사

## 경력
- 1978년 10월: 제22회 행정고등고시 합격
- 1980년: 정무장관실 국회담당관
- 1983년 6월: 서울특별시청 올림픽기획단 올림픽기획담당관실 자료계장
- 1983년 12월: 서울특별시청 올림픽조직위원회 사업2계장
- 1985년 1월: 서울특별시청 올림픽관리담당관실 자료계장
- 1986년 12월: 서울올림픽 조직위원회 등록과장
- 1988년 12월: 서울특별시청 비서관, 서기관
- 1991년 2월: 서울특별시청 통계담당관, 국회 정책연구원
- 1991년 12월: 민주당 정책연구위원
- 1992년 6월: 민주당 원내기획실장
- 1992년 11월: 민주당 상황1국장
- 1992년 11월~1992년 12월: 제14대 대통령 선거 민주당 김대중 대통령 후보 선거대책본부 상황실 상황국장
- 1993년: 국민대학교 겸임교수
- 1995년 6월 27일: 제1회 전국동시지방선거 당선(민선 1기, 서울특별시 강동구청장, 민주당, 초선)
- 1998년 6월 4일: 제2회 전국동시지방선거 당선(민선 2기, 서울특별시 강동구청장, 한나라당, 재선)
- 2002년 6월 13일: 제3회 전국동시지방선거 당선(민선 3기, 서울특별시 강동구청장, 한나라당, 3선)
- 1995년 7월~2003년 12월: 제11~13대 서울특별시 강동구청장(민선 1·2·3기, 민주당→통합민주당→한나라당, 3선)
- 1996년 9월~1997년 1월: 전국시장군수구청장협의회 공동회장
- 1997년 2월~2000년 3월: 전국시장군수구청장협의회 사무총장
- 2001년: 가톨릭대학교 행정대학원 겸임교수
- 2002년: 서울특별시 구청장협의회 회장
- 2003년~2004년: 한나라당 서울특별시 지부 강동구 갑 지구당위원장
- 2004년 4월 15일: 대한민국 제17대 국회의원 선거 당선(서울 강동구 갑, 한나라당, 초선)
- 2004년~2012년: 한나라당 서울특별시당 강동구 갑 당원협의회 위원장
- 2008년 4월 9일: 대한민국 제18대 국회의원 선거 당선(서울 강동구 갑, 한나라당, 재선)
- 2010년 4월~2010년 5월: 제5회 전국동시지방선거 서울특별시장 한나라당 예비후보
- 2012년: 새누리당 서울특별시당 강동구 갑 당원협의회 위원장
- 2012년 1월~2012년 3월: 제19대 국회의원 선거 서울 강동구 을 한나라당→새누리당 국회의원 예비후보
- 2009년: 경희대학교 겸임교수
- 2012년 6월~: 동북아평화와 한반도통일연구원 이사장
- 2012년 10월: 제18대 대통령 선거 새누리당 박근혜 대통령 후보 중앙선거대책위원회 통일/이북5도민본부장
- 2013년 11월~2017년 9월: 한국경제문화연구원 원장
- 2014년 1월 서울 명성교회 장로
- 2014년: 통일을 실천하는 사람들 상임공동대표
- 2014년 12월: 역사바로알기국민운동 회장
- 2014년 12월: 세명학원 이사장
- 2015년 5월 사회복지법인 향림원 이사장
- 2015년 3월: 명지대학교 지방행정대학원 교수
- 2015년 10월: 강남통일포럼 상임대표
- 2016년 1월~2016년 3월: 대한민국 제20대 국회의원 선거 서울 강동구 갑 새누리당 국회의원 예비후보
- 2017년 5월: 숭실사이버대학교 법인이사
- 2017년: 자유한국당 서울특별시당 송파구 갑 당원협의회 위원장
- 2019년~: 북한종교와신앙의자유국제연대 공동대표
- 2019년 : 자유수호국민운동 이사장
- 2019년 12월~2020년 3월: 제21대 국회의원 선거 서울 강동구 갑 자유한국당→미래통합당 국회의원 예비후보
- 2021년 3월~2023년 3월: 대한민국헌정회 사무총장
- 2022년 4월~2022년 5월: 제8회 전국동시지방선거 서울특별시 강동구청장 국민의힘 예비후보
- 대한민국헌정회 각대별국회의원회회장(18대회장)
- 선진통일건국연합 고문
- 월드투게더 이사장
- 2023년 3월~: 대한민국헌정회 부회장(서울)
- 2023년 4월~: 대한민국헌정회 당연직이사
- 2023년 9월~: 제2대 한국공공자치연구원 이사장

### 국회의원
- 2004년 5월 30일~2008년 5월 29일: 제17대 국회의원(서울 강동구 갑, 한나라당, 초선)
  - 제17대 국회 행정자치위원회 위원
  - 제17대 국회 윤리특별위원회 위원
  - 제17대 국회 문화관광위원회 위원
  - 한나라당 지방자치위원회 위원장
  - 제17대 국회 지방행정체제개편특위 위원
  - 한나라당 서울특별시당 수석부위원장
  - 한나라당 원내부대표
  - 제17대 국회 여성가족위원회 위원, 윤리특별위원회 간사
  - 한나라당 서울특별시당 위원장 직무대행
  - 제17대 국회 예산결산특별위원회 위원
  - 제17대 국회 보건복지위원회 간사

- 2008년 5월 30일~2012년 5월 29일: 제18대 국회의원(서울 강동구 갑, 한나라당→새누리당, 재선)
  - 제18대 국회 외교통상위원회 간사
  - 제18대 국회 외교통상위원회 위원
  - 제18대 국회 외교통상위원회 위원장

## 수상
- 1977년: 대법원장상
- 1986년: 국무총리상
- 1989년: 녹조근정포장
- 1992년: 민주당 대표최고위원표창
- 1997년: 대통령표창 동계 유니버시아드 대회 유공
- 2003년: 지방자치 경영대상, 최고 경영자상
- 2006년~2007년: 시민단체가 선정한 우수국회의원(270여개 시민단체로 구성된 국정감사 NGO감시단)
- 2008년: 국회 입법정책 최우수 국회의원

## 가족
- 아버지: 김병용
- 어머니: 고성 이씨
- 형제: 김충립
  - 부인: 경주 최씨
    - 자녀: 3녀

## 역대 선거 결과
|  | 34.8% |

|  | 46.63% |

|  | 51.66% |

|  | 62.20% |

|  | 47.23% |

|  | 59.73% |

## 소속 정당
| 소속 정당 | 소속 정당  | 소속 기간 | 비고                |
| --------- | ---------- | --------- | ------------------- |
|           | 민주당     | 1991      | 정계 입문           |
|           | 민주당     | 1991~1995 | 합당                |
|           | 통합민주당 | 1995~1996 | 합당                |
|           | 민주당     | 1996~1997 | 당명 변경           |
|           | 한나라당   | 1997~2012 | 합당                |
|           | 새누리당   | 2012~2017 | 당명 변경           |
|           | 자유한국당 | 2017~2020 | 당명 변경           |
|           | 미래통합당 | 2020      | 합당                |
|           | 국민의힘   | 2020~현재 | 당명 변경 정계 은퇴 |

## 같이 보기
- 강동구 갑
- 서울 강동구의 국회의원
- 강동구청장